# Ehemalige Pulvermühle IV von Gut Schiff

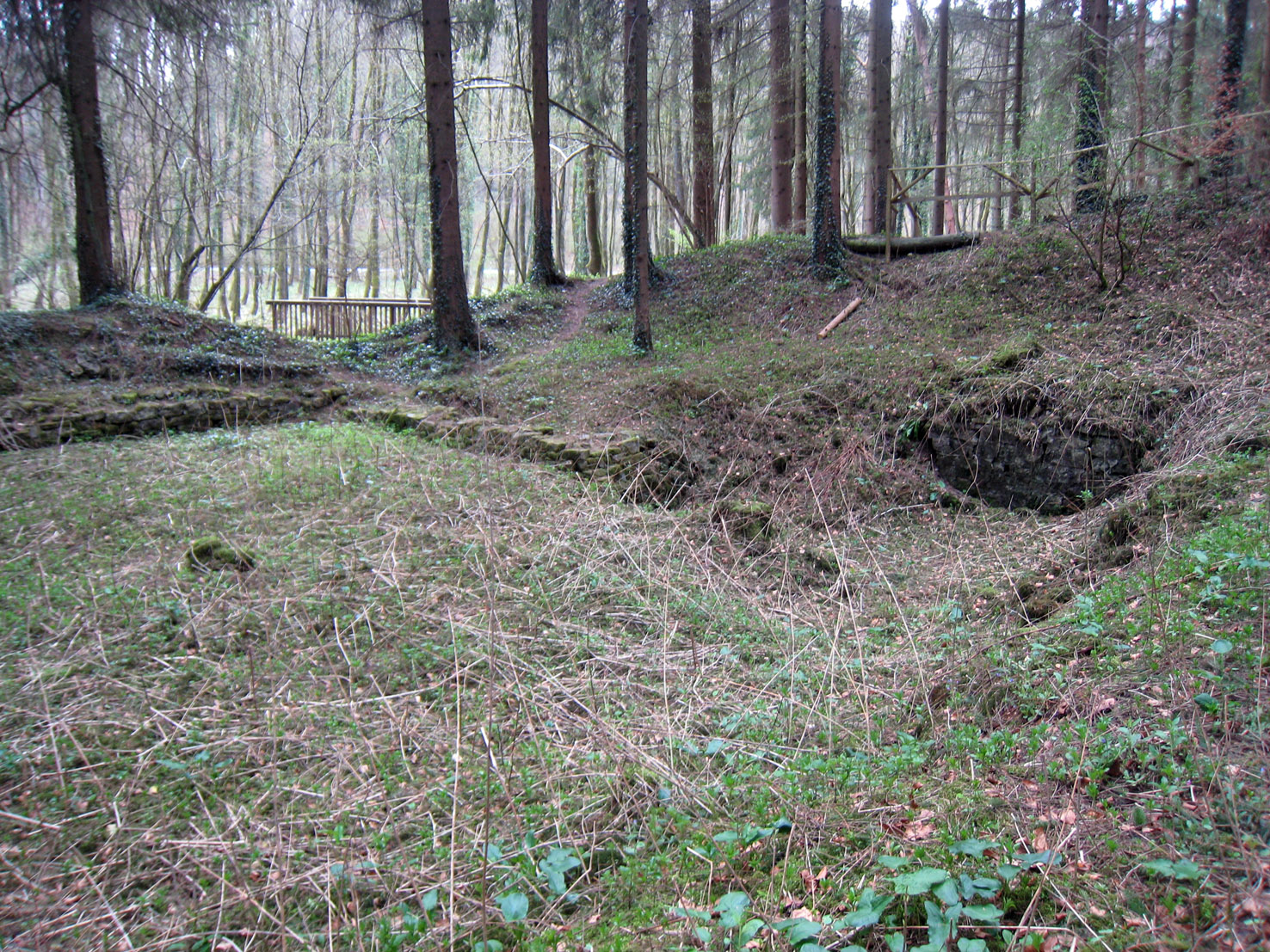
Reste der ehemaligen Pulvermühle IV von Gut Schiff

Die Ehemalige Pulvermühle IV von Gut Schiff war eine der Pulvermühlen von Gut Schiff. Sie liegt südwestlich von Gut Schiff am Zulauf des früheren Umbachs in die Strunde im Stadtgebiet Sand von Bergisch Gladbach. Als die Mühle noch in Betrieb war, wurde sie Staubmühlchen genannt.

## Bodendenkmal
Das Bodendenkmal Ehemalige Pulvermühle IV von Gut Schiff ist mit einzelnen Teilen des Fundamentmauerwerks aus Bruchsteinen und Teilen des Schutzwalls in einem rechteckigen Areal sowie dem fast vollständig mit Erde aufgefüllten und mit Bäumen bewachsenen Graben des Zulaufs erhalten geblieben. Zum Bodendenkmal gehört auch ein Graben, der als Überrest des künstlichen Wasser-Zu- und Ablaufs zu sehen ist. Er verläuft parallel zum nordwestlichen Ufer der Strunde. Die ehemalige Pulvermühle wurde als Bodendenkmal Nr. 12 in die Liste der Bodendenkmäler in Bergisch Gladbach eingetragen.

## Geschichte
Der Kölner Ratsherr und Kaufmann Wilhelm Josef Wecus war bereits Besitzer der Locher Mühle, als er im Jahr 1761 das Gut Schiff kaufte. Am 25. September 1762 erhielt er die Genehmigung zum Bau der ersten Pulvermühle. Für den Betrieb der Mühle ließ er einen langen Umbach bauen, an dem Platz für weitere Mühlen war. Durch den im Feuchtgebiet der Strunde vorkommenden Faulbaum war genügend Rohmaterial für eine umfangreiche Schwarzpulverproduktion vorhanden.
Die hier in Rede stehende Pulvermühle IV wurde 1765 als zweite Mühle mit der Bezeichnung Staubmühlgen gebaut. Um 1850 gingen beide Pulvermühlen in den Besitz von Theodor Eyberg. Er ließ zwei weitere Mühlen bauen. 1910 wurde die Pulverproduktion in allen vier Mühlen eingestellt. Im Laufe der Jahre sind alle Spuren mit Ausnahme der hier angesprochenen Relikte des Staubmühlchens verschwunden.

## Regionale 2010
Im Rahmen des Projekts Regionale 2010 haben freiwillige Helfer das Gelände des Staubmühlchens von Gehölz und Laub befreit und das Bodendenkmal Anfang des Jahres 2012 freigelegt. Später wurden Holzstufen vom Wanderweg auf der Bachsohle den Hang zum Denkmalobjekt hinauf gebaut. Eine Fachfirma stabilisierte gleichzeitig die herausgebrochenen Mauersteine mit Kalkmörtel. Zusätzlich wurde eine Infotafel aufgestellt.